# خورابلو
خورابلو هي قرية في مقاطعة شوط‌، إيران. يقدر عدد سكانها بـ 297 نسمة بحسب إحصاء 2016.